# Soběkury
Soběkury (en allemand : Sobiekur, précédemment : Soběkur) est une commune du district de Plzeň-Sud, dans la région de Plzeň, en République tchèque. Sa population s'élevait à 609 habitants en 2022.

## Géographie
Soběkury se trouve à 7 km à l'ouest de Přeštice, à 21 km au sud-sud-ouest de Plzeň et à 103 km au sud-ouest de Prague.
La commune est limitée par Přestavlky et Dnešice au nord, par Oplot et Přeštice à l'est, par Lužany, Roupov et Otěšice au sud, et par Merklín à l'ouest.

## Histoire
La première mention écrite de la localité date de 1239.

## Administration
La commune se compose de deux sections ou divisions cadastrales :
- Horušany
- Soběkury

## Galerie

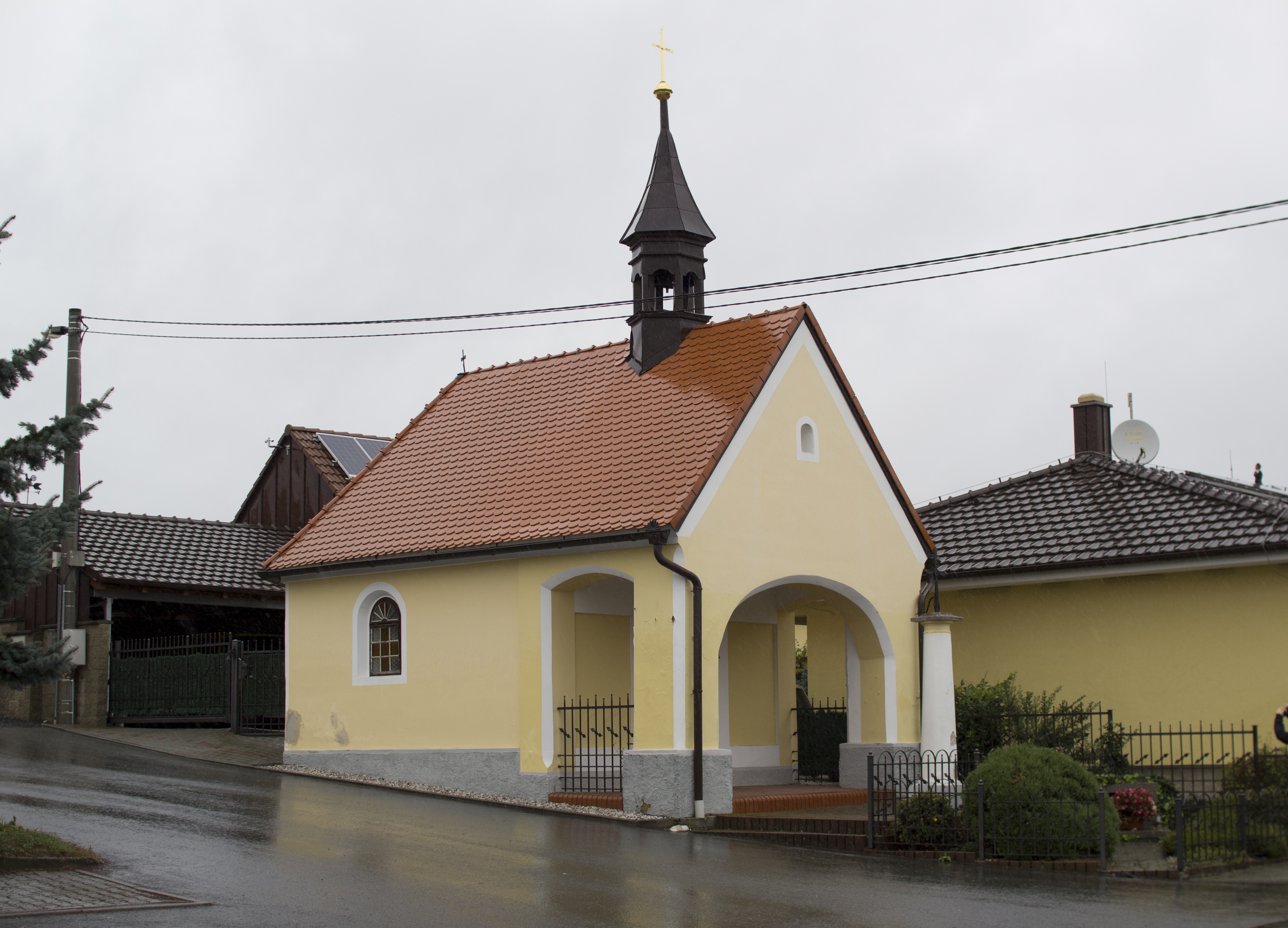
Chapelle à Horušany.
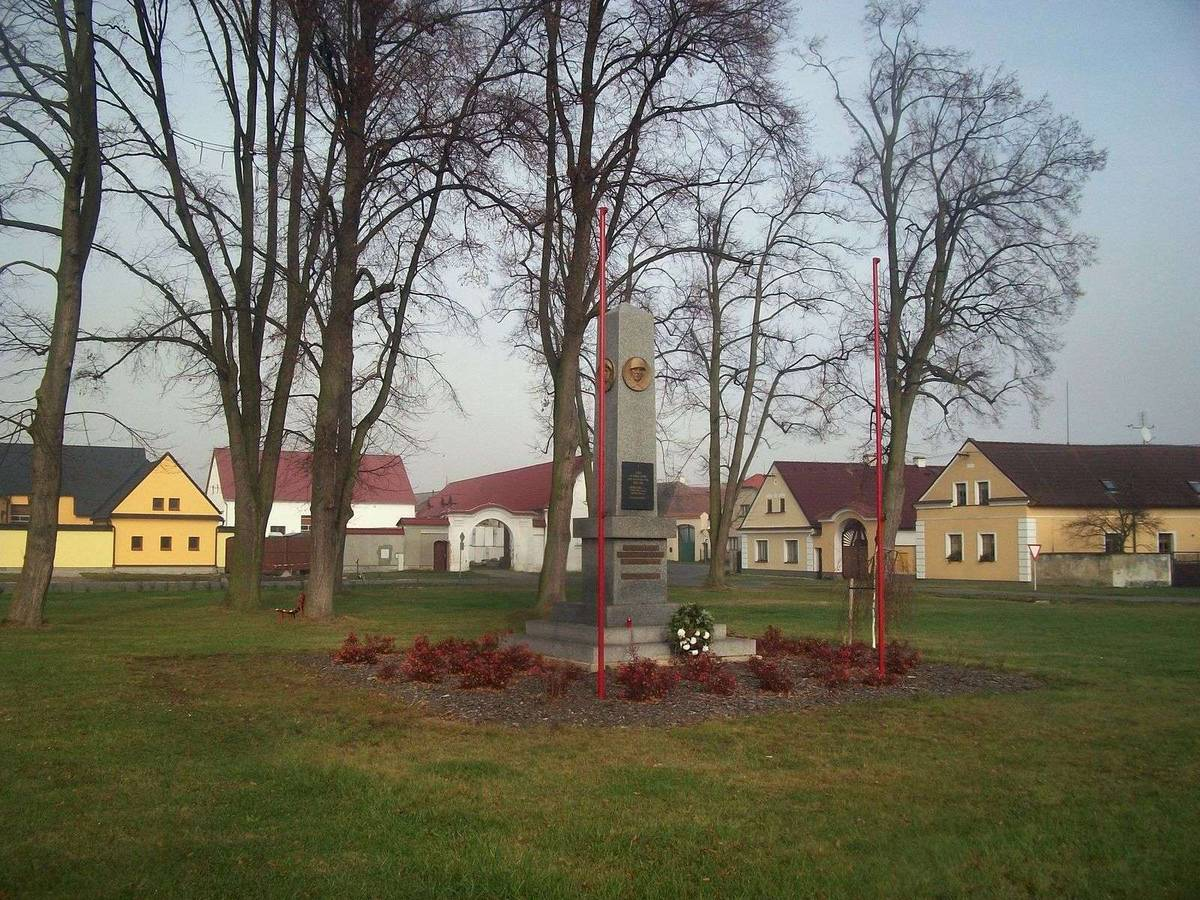
Monument aux morts.

## Transports
Par la route, Soběkury se trouve à 9 km de Přeštice, à 27 km de Plzeň et à 115 km de Prague.